# ドン・ミッシャー
ドナルド・レオ・"ドン"・ミッシャー（Donald Leo "Don" Mischer、1940年3月5日 - 2025年4月11日） はアメリカ合衆国のテレビ番組、ライブイベントのプロデューサー、ディレクターである。

## 生い立ち
テキサス州サンアントニオで生まれる 。テキサス・ルーザラン大学、テキサス大学オースティン校で学んだ。

## キャリア
ミッシャーは15回のエミー賞、10回の全米監督協会賞、2回のNAACPイメージ・アワード、１回のピーボディ賞受賞歴を持つほか、全米製作者組合賞においてはノーマン・レアテレビ功労賞を受賞した。
プロデューサー/ディレクターとして、ミッシャーは、アカデミー賞、ウィ・アー・ワン:オバマ就任祝典、ケネディ・センター名誉賞、カーネギー・ホール100周年記念ガラコンサート、スーパーボウルハーフタイムショー(プリンス、ローリング・ストーンズ、ポール・マッカートニー、ブルース・スプリングスティーン)、民主党全国大会、1996年アトランタオリンピックの開会式、 2002年ソルトレークシティオリンピックの開会式などを手がけた。このほか、 ビヨンセ、ボノ、プリンス、リアーナ、ブリトニー・スピアーズ、ブルース・スプリングスティーン、ジェームス・テイラー、テイラー・スウィフト、スティーヴィー・ワンダー、スティング、ガース・ブルックス、メアリー・J. ブライジ、エルトン・ジョン、ジャスティン・ティンバーレイク、バーブラ・ストライサンド、 ドナ・サマー、ヨーヨー・マ、 キャリー・アンダーウッドなどのコンサートを手がけた。
ミッシャーは全米製作者組合、全米監督協会、全米テレビ芸術科学アカデミーの理事会員を務めたほか、2014年11月14日にハリウッド・ウォーク・オブ・フェームの星を獲得した。
2025年4月11日の夜、ロサンゼルスで死去。85歳没。